# 对焦
对焦（Focus）是一个摄影术语，即使用照相机拍照前调整好焦点的距离，以使拍出来的照片清晰。其基本原理是：透过相机镜头中镜片组的前后移动，改变像距的位置，使物像恰好落在底片或感光元件上。

對焦

## 方式

### 手动对焦
手动对焦是通过手动转动镜头上的对焦环来调节相机镜头镜片组之间的间距从而使成像清晰的一种对焦方式，这种对焦方式很大程度上依赖于拍摄者对取景器中影像清晰程度的判断。早期的胶片单反普遍采用这种对焦方式，但随着自动对焦技术的普及与进步，现在手动对焦的应用场景也逐渐减少，但现在的所有数码单反相机以及单反镜头依然保留了手动对焦功能，因为当光线太暗时，自动对焦系统难以工作，或出现其他难以自动对焦的场景、亦或是需要表达特殊的创作意图时，则需要用到手动对焦。

### 自动对焦
早期的自动对焦相机，一般采用相机向被摄体发射一束红外线，根据反射回来的红外信号来测量相机离被摄体距离的方法，然后根据测得的结果控制镜头镜片组的移动，以实现自动对焦。采用这种自动对焦方式有对焦速度快、成本较低等优点，但有时候会也出错，例如在相机和被摄体之间有其它障碍物（如玻璃等）时，则无法正确合焦。如今的数码单反或微单相机一般已经不使用此种方式。现在的数码单反相机的自动对焦系统一般为通过反差检测来确定画面是否合焦，即透过镜头镜片组的移动，在画面上寻找反差（对比度）最高的点，将反差最大的点作为合焦点。